# Alexander Fuchs
Alexander Fuchs (München, 5 juni 1997) is een Duits voetballer die als middenvelder voor SpVgg Unterhaching speelt.

## Clubcarrière
Alexander Fuchs startte zijn carrière bij TSV 1860 München. Hier kwam hij niet verder dan wat wedstrijden in tweede elftal. Hij vertrok in de zomer van 2017 naar 1. FC Nürnberg.

### Carrièrestatistieken
| Seizoen                    | Club                | Competitie          | Totaal | Totaal |
| Seizoen                    | Club                | Competitie          | Wed.   | Dlp.   |
| -------------------------- | ------------------- | ------------------- | ------ | ------ |
| 2016/17                    | TSV 1860 München II | Regionalliga Bayern | 20     | 2      |
| 2017-                      | 1. FC Nürnberg II   | Regionalliga Bayern | 6      | 3      |
| 2017/18                    | 1. FC Nürnberg      | 2. Bundesliga       | 4      | 0      |
| 2018/19                    | 1. FC Nürnberg      | Bundesliga          | 9      | 1      |
| Carrière totaal            | Carrière totaal     |                     | 39     | 6      |
| Bijgewerkt tot 31 mei 2019 |                     |                     |        |        |